# Karl Mays frühe Abenteuererzählungen
Karl Mays frühe Abenteuererzählungen sind jene Erzählungen aus Karl Mays Frühwerk, die außerhalb Deutschlands, zumeist in exotischen Ländern spielen und entstanden waren, bevor May erstmals im Deutschen Hausschatz publizierte. Viele dieser Texte enthalten bereits einen Ich-Erzähler und bilden frühe Reiseerzählungen. May nahm diese frühen Werke mit wenigen Ausnahmen nicht in seine Gesammelten Reiseromane bzw. -erzählungen auf, allerdings stellt der Großteil Motivlieferanten oder Vorstufen jener späteren Texte dar.

## Entstehung

### Einflüsse und Vorläufer
Von 1865 bis 1868 saß Karl May im Arbeitshaus Schloss Osterstein wegen mehrfachen Betrugs ein. Dort hatte er Gelegenheit, sich mit Reiseliteratur zu beschäftigen, und er fasste konkrete, schriftstellerische Pläne. So legte er sich ein Nachschlagewerk, Repertorium C. May, mit über hundert Titeln und Sujets hauptsächlich aus verfügbarer Literatur an, das ein paar an Exotik erinnernde Titel enthält. Auch soll hier nach eigenen Angaben die erste Idee zu Winnetou gekommen sein. Nach seiner Entlassung wurde May allerdings wieder straffällig und erneut verhaftet. Während eines Gefangenentransportes gelang es ihm, seine eiserne Fessel zu brechen und ein halbes Jahr lang vor der Staatsgewalt zu fliehen. Erich Wulffen kommentiert: „Welche Summe von Abenteuern, Entbehrungen, Nöten, [...], Verfolgungen in das halbe Jahr der Verborgenheit fallen mögen, kann man sich ohne Weiteres vorstellen.“ Insgesamt sieht Wulffen Mays kriminelle Handlungen psychologisch in dessen Abenteuerdrang begründet, der schließlich in das Erzählwerk übergeht. Mays Flucht endet 1870 in Böhmen, wo er wegen Landstreicherei festgenommen wurde. Bevor ein Foto seine wahre Identität aufklären konnte, machte May den Beamten folgende Geschichte weis: Er sei der Plantagenbesitzer Albin Wadenbach von der westindischen Insel Martinique, der mit seinem Bruder zum Verwandtenbesuch nach Europa gekommen sei. Als sich ihre Wege trennten, habe dieser noch ihrer beider Papiere einstecken gehabt. May gelang es, seine angebliche Herkunft von Martinique so glaubhaft darzustellen, dass zunächst alle Anklagen gegen ihn fallen gelassen wurden. Dies war nach Heinz Stolte die „quasi erste in sich geschlossene Reiseerzählung von Karl May“. Hingegen lässt sich Mays Behauptung, er habe bereits als sechzehnjähriger (1858) eine Indianergeschichte verfasst und erfolglos an Die Gartenlaube gesandt, nicht belegen.

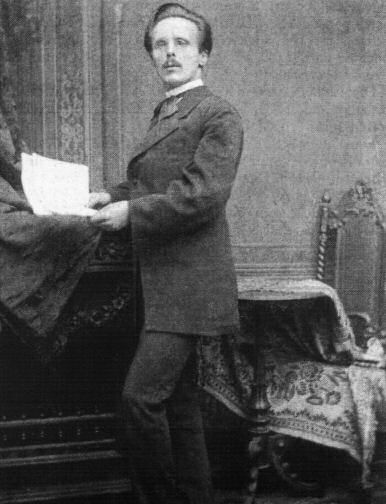
Karl May zur Zeit seines Frühwerks

Von Frühjahr 1875 bis Ende 1876/Anfang 1877 hatte May eine Stelle als Redakteur im Verlag H. G. Münchmeyer in Dresden inne, wo er mehrere Unterhaltungsblätter betreute u. a. Der Beobachter an der Elbe, dessen Nachfolgepublikation Deutsches Familienblatt und Feierstunden am häuslichen Heerde. Nach ersten Erfahrungen als freier Schriftsteller trat May von Herbst 1877 bis Mitte 1878 seine zweite Redakteursstelle im Verlag Bruno Radelli in Dresden an und betreute dort den zweiten Jahrgang des Unterhaltungsblattes Frohe Stunden. Zu Beginn seiner Schriftstellerei versuchte sich May an verschiedenen Richtungen der Unterhaltungsliteratur und brachte in diesen vier Blättern nicht nur seine ersten, sondern auch den Großteil seiner frühen Abenteuererzählungen unter. Abenteuererzählungen, also Schilderungen gefahrvoller Reisen in unbekannte Länder, auf denen sich ein Held bewähren muss, waren bereits in der Antike ein beliebtes Genre und galten zu Mays Zeiten als erfolgversprechend. Ursprünglich hatte May seine berufliche Laufbahn als Lehrer begonnen, dem „kein übles Lehrgeschick“ bescheinigt worden war, der aber unter unglücklichen Umständen aus der Lehramtskandidatenliste gestrichen worden war. Eine belehrende Haltung war ihm in seinen Werken sehr wichtig und in Abenteuererzählungen verbinden sich unterhaltende und belehrende Elemente auf ideale Weise. Um einerseits zu schauen, welche Genres beim Publikum besonders beliebt waren, und um andererseits nach Motiven für seine Texte zu suchen, durchforstete May systematisch die (illustrierten) Familienzeitschriften seiner Zeit. Für seine Abenteuererzählungen ließ er sich vom aktuellen Zeitgeschehen wie z. B. dem dritten Carlistenkrieg, der Annexion des Transvaal oder der Nachricht vom Tode Canada Bill Jones inspirieren, ebenso von belletristischen Beiträgen und Illustrationen. Dabei orientieren sich die frühen Abenteuererzählungen nicht nur an den Abenteuerromanen, die seit James Fenimore Coopers Werken entstanden waren, sondern auch an den Räuber-, Ritter- und Schauerromanen der Goethezeit, die May als Schüler „verschlungen“ hatte. Da May sich noch sehr an seine Vorgänger hielt, weisen die „Muster, mit denen [er] zunächst experimentierte, […] eine geringe Variationsbreite, bzw. ‚minimale Innovationen‘ auf.“ Die exotischen Schauplätze seiner Erzählungen kannte May – mit wenigen Ausnahmen ab der Jahrhundertwende (Et in terra pax, Schamah, Beginn von Winnetou IV) – nicht aus eigener Anschauung, sondern er war ebenso wie bei seinen historischen Erzählungen auf externe Quellen angewiesen. Zu den wichtigsten Vorbildern gehörte der durch große Medienpräsenz bekannte Weltreisende und Reiseschriftsteller Friedrich Gerstäcker.

### Die Erzählungen
May begann seine Abenteuererzählungen in den Münchmeyer-Blättern mit der kurzen Serie Aus der Mappe eines Vielgereisten. Nach Joachim Biermann und Josef Jaser war der „Vielgereiste […] eine der Ideen, die ihn seit Anfang seiner Schriftstellertätigkeit begleiteten.“ Zur ersten, der Mappe als Probe zugeordneten Erzählung, Der Gitano, findet sich bereits ein Eintrag im Repertorium C. May. Dieser Text spielt noch in Europa, nämlich in Spanien, und weist erstmals einen Ich-Erzähler auf. Darauf folgte mit Inn-nu-woh, der Indianerhäuptling die erste in Nordamerika spielende Erzählung, die mit dem Titelhelden zudem einen Vorläufer von Winnetou enthält. In beiden Texten nimmt das Ich jedoch nur die Position eines Beobachters ein. Erst in Old Firehand, in dem auch Winnetou erstmals auftritt, greift das Ich aktiv ins Geschehen ein. In der letzten Abenteuererzählung der ersten Redakteurszeit, Leïlet, wandte sich May erstmals dem Orient zu. Diese letzten beiden Texte enthalten bereits alle wesentlichen Elemente des Mayschen Reiseromans. Schon in den frühen Orienterzählungen wob May arabische Ausdrücke in den Text ein, wohingegen in den Erzählungen über Nordamerika indianische Redewendungen noch fehlen. Da sich die Nutzung indianischer Begriffe sicher erst ab 1880 belegen lässt, tragen womöglich – allen späteren Deutungsversuchen zum Trotz – Winnetou und die anderen indianischen Figuren Fantasienamen, die May aufgrund des Klanges auswählte. Womöglich durch den Rubriktitel Aus allen Zeiten und Zonen angeregt erweiterte May in den Frohen Stunden sein geografisches Spektrum nach Süden bis Südafrika und nach Osten bis zum Pazifik und ließ z. T. auch historische Hintergründe oder kriminalistische Motive einfließen. Dabei erschienen Er- bzw. Rahmenerzählungen unter Pseudonym, Ich-Erzählungen hingegen unter Mays Namen, wobei in Ein Abenteuer auf Ceylon der Ich-Erzähler erstmals Mays (anglisierten) Vornamen trägt. Mit der letzten Frohe Stunden-Erzählung, Nach Sibirien, sowie dem später erschienenen Ein Dichter erprobte May eine kolportagehafte Schreibweise. Nach Siegfried Augustin muten die „Beiträge in den „Frohen Stunden“ […] nach der noch bescheidenen Versuchsreihe „Aus der Mappe eines Vielgereisten“ wie eine erste, repräsentative Testreihe auf dem Gebiet exotischer Spannungsliteratur an“, um günstige Strömungen für seine Schriftstellerlaufbahn zu ermitteln. Die Unterschiedlichkeit seiner Werke „belegt zum einen, wie stark May zu Beginn seiner Schriftstellerkarriere der spezifischen Palette literarischer Formen des unterhaltend-belehrenden Familienjournals verhaftet war, zum anderen aber auch, daß er – eher tastend als gezielt – auf der Suche nach einem individuellen Stil und einer individuellen Darstellungsform war“, so Jürgen Wehnert.
Unter den im Anschluss erschienenen Abenteuererzählungen sind Winnetou und Im fernen Westen hervorzuheben: Überarbeitungen von Inn-nu-woh, der Indianerhäuptling bzw. Old Firehand. May ersetzte in ersterem Text Inn-nu-woh durch Winnetou. Ob beide Figuren ursprünglich identisch waren, wie May 35 Jahre später schrieb, ist in der May-Forschung umstritten. Nach Werner Poppe sprechen die „ersten Erzählungen […] nicht für eine Absicht, die Gestalt des Apatschen-Häuptlings in einer Reihe von Reiseerzählungen weiter zu entwickeln, sondern weisen eher darauf hin, daß es sich um lose Episoden ohne einen Gesamtplan gehandelt hat.“ Das Ende der neuen Erzählung hat programmatischen Charakter und die Anwesenheit des Ich-Erzählers ist besser motiviert und taugt zur Initiation seiner Amerikareisen. In Im fernen Westen hat May Old Firehands Tochter, in die sich der Ich-Erzähler verliebt, durch einen Sohn ersetzt und damit die Liebesgeschichte eliminiert, wodurch ein Wechsel vom Abenteuerer- ins Ehe- und Familienleben fortfiel. Spätestens mit solcherart Bearbeitung könnte May in größeren, programmatischen Zusammenhängen gedacht haben.

### Abgrenzung zu späteren Frühwerken
Alle diese Abenteurererzählungen erschienen mit Ausnahme von Ein Dichter vor Karl Mays erster Veröffentlichung im Deutschen Hausschatz im Frühjahr 1879. Zwei Ausnahmen bilden die Texte Die Both Shatters und Im fernen Westen. Von ersterem ist ein Abdruck aus dem Jahre 1881 bekannt; allerdings weist die Erzählung eine größere Nähe zu früheren Werken wie Inn-nu-woh, der Indianerhäuptling und Old Firehand als zu Mays zeitgenössischen Wildwest-Erzählungen auf, so dass sie vermutlich ca. 1876/77 entstand und entweder ein früherer Abdruck existierte oder der Druck erst lange nach der Niederschrift erfolgen konnte. Letzteres Schicksal war mutmaßlich der im Herbst 1879 direkt in Buchform erschienenen Erzählung Im fernen Westen widerfahren.
Nachdem May eine dritte und vierte Abenteuererzählung beim Hausschatz eingereicht hatte, erhielt er das Angebot, alle seine Werke zuerst dort anzubieten, woraufhin dieser zu seinem langjährigen Hauptpublikationsorgan wurde. Zwar werden auch die ersten Hausschatz-Erzählungen, die vor dem Orientzyklus, also bis Ende 1880 erschienenen waren, sowie das parallel entstandene Tui Fanua ebenfalls zum Frühwerk gezählt, allerdings stellen viele dieser Texte einerseits Neubearbeitungen und Erweiterungen der vorausgegangenen Werke dar (siehe unten) und andererseits nahm May fast alle diese Texte später – mehr oder weniger bearbeitet – in Carl May’s gesammelte Reiseromane (später Karl May’s Gesammelte Reiseerzählungen) auf. Von den hier behandelten Abenteuererzählungen fanden lediglich Im fernen Westen und Vom Tode erstanden ohne Zwischenstufe – wenn auch mit Anpassungen – Eingang in die Gesammelten Reiseromane.

## Inhalt
Von den 17 Erzählungen spielen neun in Nordamerika, drei in Nordafrika und zwei auf dem europäischen Kontinent. Die Erzählperspektive wird von einem anonymen Ich-Erzähler dominiert; allerdings gibt es auch Ich-Erzähler mit Namen. Der Großteil der Texte stellt frühe Reiseerzählungen dar. Mehrere bekannte Figuren haben hier ihren ersten Auftritt, wobei Sir Raffley aus Der Africander nicht mit Sir John Raffley identisch ist, und einige Figuren treten bereits wiederkehrend auf, wobei der Tim Summerland aus Ein Self-man und jener aus Ein Dichter jeweils eine andere Figur darstellt. Die Rollenbiografien der bekannten Figuren weichen teilweise ab: So sind das Ich und Winnetou noch nicht die edlen Ideal-Figuren der späteren Jahre (siehe unten). Weiterhin hat beispielsweise das Ich einen Bruder, Winnetous ermordete Schwester ist nicht mit Nscho-tschi identisch und Old Firehand stirbt am Ende seines Abenteuers. Auch einige historische Persönlichkeiten, die auftreten, zeigen Abweichungen (siehe unten). Zu den häufigsten Handlungselementen gehören die Befreiung einer entführten Frau (einmal sind es Kinder), Überfälle durch Indianer oder weiße Schurken und die Errettung vor einem Ölbrand oder einer Raubkatze. Weiterhin tritt das Motiv auf, dass eine Figur aufgrund ihres Äußeren als geringer erscheint, als sie tatsächlich ist.
Die meisten Erzählungen sind episodenhaft aufgebaut. Häufig sind die Texte in zwei Kapitel mit unterschiedlichen Handlungsorten unterteilt, wobei der Ausgang des ersten erst in einem Rückblick im zweiten Kapitel erwähnt wird. Neben der Unterhaltung ist May bemüht, den Lesern die länder- und völkerkundlichen Eigenheiten der Handlungsschauplätze näher zu bringen. Laut Claus Roxin sind die frühen Texte durch einen „Ton archaischer Wildheit“ gekennzeichnet: Sowohl die bösen als auch die guten Figuren zeigen ein relativ hohes Maß an Grausamkeit wie bedenkenloses Töten oder Skalpieren. Feinde werden eher durch Kampf als durch Anwendung intellektueller Methoden abgewehrt und christliche Nächstenliebe sowie die später häufig bemühte göttliche Gerechtigkeit fehlen zumeist. Darüber hinaus enden einige Erzählungen nicht auf den Leser befriedigende, sondern Melancholie vermittelnde Weise. Bereits in den ersten Erzählungen drückt sich Mays positive Haltung gegenüber anderen „Rassen“ aus: Es sind weniger die Indianer als vor allem die Weißen, die in Nordamerika ihr Unwesen treiben und – von Die Both Shatters abgesehen – erstere zu Überfällen anstacheln. Zudem gibt es mehrere Liebesbeziehungen zwischen Weißen und Indianern oder Farbigen und Zigeuner werden aufgewertet und Nichtzigeunern gleichgestellt. Auch stellt May falsche Frömmigkeit an den Pranger und schlägt zuweilen sozialkritische Töne an.
Näheres zu den einzelnen Erzählungen ist folgenden Tabellen zu entnehmen, in denen zudem bekannte Quellen, aus denen May für den jeweiligen Text schöpfte, angegeben sind.

### Frühe Reiseerzählungen
| Titel                             | Schauplatz      | Handlung bzw. Motive | Bekannte Figuren & Persönlichkeiten                                   | Quellen (ohne Lexika) |
| --------------------------------- | --------------- | --- | --------------------------------------------------------------------- | --- |
| Der Gitano                        | Spanien         | Eine Reisegruppe wird während des dritten Carlistenkrieges von Carlisten gefangen genommen (1875). | nur erwähnt: Don Carlos, Dorregaray, General de Jovellar              | |
| Inn-nu-woh, der Indianerhäuptling | Nordamerika     | Rettung eines Mädchens vor einem Tiger auf einem Dampfschiff |                                                                       | Friedrich Gerstäcker: New Orleans (1846), N. : Ein gefährlicher Schiffsgenosse (1875) |
| Winnetou                          | Nordamerika     | wie Inn-nu-woh, der Indianerhäuptling | Winnetou                                                              | wie in Inn-nu-woh, der Indianerhäuptling |
| Old Firehand                      | Nordamerika     | Der Ich-Erzähler rettet Ellen, die Tochter Old Firehands und der einstigen Liebe Winnetous, vor einem Ölbrand. Er steht ihnen bei einem Eisenbahnüberfall und einem Indianerangriff bei, die vom Mörder von Ellens Mutter angeführt werden. (Liebesgeschichte) | Dick Stone, Old Firehand, Sam Hawkens, Swallow, Will Parker, Winnetou | Carl Beyschlag: Die Prairien. Erlebnisse eines deutschen Flüchtlings (1859), Friedrich Gerstäcker: In der Prairie (1868), Friedrich Gerstäcker: Im Petrolium (1871), J. T. Irving: Indianische Skizzen (1838), Paul Margot: Die Gefangenen der Apachen (1868), George Ruxton: Leben im fernen Westen (1852) |
| Im fernen Westen                  | Nordamerika     | wie in Old Firehand aber mit Sohn Harry statt Tochter Ellen und Fortfall der Liebesgeschichte | wie in Old Firehand                                                   | wie in Old Firehand |
| Die Both Shatters                 | Nordamerika     | Indianerüberfall auf Winnetous weiße Verwandte | Swallow; nur erwähnt: Winnetou                                        | Ruxton: Leben im fernen Westen |
| Der Oelprinz                      | Nordamerika     | Ölbrand | Sam Hawkens                                                           | Gerstäcker: Im Petrolium |
| Die Rose von Sokna                | Orient          | Rettung einer entführten Frau |                                                                       | Alfred Brehm: Reise-Skizzen aus Nord-Ost-Afrika (1853) |
| Die Gum                           | Orient          | Rettung vor einem Löwen führt zur Rettung vor einer Raubkarawane |                                                                       | Brehm: Reise-Skizzen, Jules Gérard: Der Löwenjäger (1855), Gustav Rasch: Nach Algier und den Oasen von Siban in der großen Wüste Sahara (1866) |
| Leïlet                            | Orient          | Entführung einer Frau aus einem Harem, Liebesgeschichte |                                                                       | Brehm: Reise-Skizzen, Alfred Brehm: Eine Rose des Morgenlandes (1858), Wilhelm Hauff: Die Errettung Fatmes (1826) |
| Ein Abenteuer auf Cylon           | Indischer Ozean | Rettung einer entführten Frau | Charley                                                               | Englisch-Ostindien. Nach den besten Quellen geschildert von einem Vereine Gelehrter (1858) |

### Andere Abenteuererzählungen
| Titel              | Schauplatz          | Handlung bzw. Motive                                                                           | Erzähl- Perspektive | Auftretende Persönlichkeiten | Quellen (ohne Lexika)                                             |
| ------------------ | ------------------- | ---------------------------------------------------------------------------------------------- | ------------------- | ---------------------------- | ----------------------------------------------------------------- |
| Ein Dichter        | Nordamerika, Mexiko | Rettung vor Verdursten, Verfolgung eines Betrügers, Liebesgeschichte                           | Er-Erzähler         |                              | Fredéric Armand Strubberg: Saat und Ernte (1866)                  |
| Ein Self-man       | Nordamerika         | Rahmenerzählung, Indianerüber- fall, Verfolgung von Sklavenhändlern                            | Ich-Erzähler        | Abraham Lincoln, Kanada-Bill | J. Retcliffe (d. i. Wilhelm Schröter): Abraham Lincoln (1866)     |
| Vom Tode erstanden | Nordamerika         | Entlarvung eines Verbrechers                                                                   | Er-Erzähler         |                              | Friedrich Gerstäcker: Das Hospital auf der Mission Dolores (1869) |
| Nach Sibirien      | Russland            | Verfolgung von Juwelendieben, Kriminalerzählung                                                | Er-Erzähler         |                              |                                                                   |
| Der Africander     | Südafrika           | Rettung einer entführten Häuptlingstochter vor einer historischen Entscheidungsschlacht (1840) | Er-Erzähler         | Panda, Dingaan, Pieter Uys   | W. O. von Horn: Die Boorenfamilie von Klaarfontain (1855)         |
| Die Rache des Ehri | Südsee              | Rettung vor christlicher Zwangsverheiratung                                                    | Er-Erzähler         |                              | Friedrich Gerstäcker: Das Mädchen von Eimeo (1868)                |

## Das Ur-Ich und der Ur-Winnetou
Das Ich in Der Gitano und Inn-nu-woh, der Indianerhäuptling ist „weder ein das Geschehen bestimmender Held noch anderen Handlungsträgern gleichberechtigt an die Seite gestellt; dieses Ich wird vielmehr in die Ereignisse verwickelt, die es nur am Rande betreffen und über die es, mangels ‚kriegerischer Geschicklichkeit‘, gleichsam reporterhaft und stets fluchtbereit berichtet.“ Zu diesem Zeitpunkt hatte das Ich die zivilisierte Welt, Spanien bzw. den Unterlauf des Mississippi, noch nicht einmal verlassen. Ab Old Firehand ist das Ich „ein (wenngleich noch junger) Held, der sich von Stund an als treuer und verwegener Freund seiner Freunde sowie als unerbittlicher Feind seiner Feinde“ erweist. Es ist dem späteren Ich-Helden Old Shatterhand, Kara Ben Nemsi bzw. Charley klar vorgebildet, allerdings führte es ein bis dahin unglückliches Leben, ihm fehlen noch die charismatischen Züge, der Intellekt sowie die hohe Moral und auch seine Weltsicht unterscheidet sich. Dieses Ich zeigt Gefühlskälte, es lässt Blut fließen und spricht von den indigenen Völkern als von Wilden. Andererseits findet sich eine wesentlich bescheidenere Selbstcharakteristik. Durch den Titel Aus der Mappe eines Vielgereisten, das Wiederauftreten mancher Figuren und einiger Andeutungen in anderen Texten, wird bereits nahegelegt, dass die jeweiligen Ich-Erzähler identisch seien.
Den Anstoß zur Innovation des Ich-Helden soll May durch John Treat Irvings Indianische Skizzen erhalten haben. „Die Überwindung belastender Spannungen [gemeint sind jene, die zu Mays kriminellen Handlungen führten] auf dem originellen (Um-)Weg eines Ich-zentrierten Reiseberichts muß May 1875 in »Old Firehand« als derart heilsam erfahren haben, daß der […] Vorgang einer Selbstrettung aus dem Feuer zum rituellen Urmodell einer fast unüberschaubaren Reihe im Kern gleichartiger Befreiungshandlungen geworden ist.“, so Wehnert. Dass das Ich sowie andere gute Figuren recht unmenschlich verfahren, erklärt Franz Kandolf folgendermaßen: Es handelt „sich für May damals um die Schaffung einer gesicherten Lebensstellung. Er mußte arbeiten, fieberhaft arbeiten! Und daß bei diesem Ringen um die Existenz nicht gleich die höchsten Gesichtspunkte eingehalten werden konnten, ist begreiflich. Die ersten Arbeiten Mays sind mehr auf Effekt berechnet. Eine ethische Tendenz liegt ihm einstweilen ferner […] [Die] Lebensaufgabe Mays, Lehrer des Volkes durch Predigt der Gottes- und Nächstenliebe zu werden, ist […] aus seinen ersten Schriften noch nicht klar erkennbar.“ Anteil an der Entwicklung zu einem Heilsbringer hatten seine Erzgebirgischen Dorfgeschichten. Ein anderer wesentlicher Schritt in der Weiterentwicklung erfolgte in der Er-Erzählung Ein Dichter über den Helden Robert Forster, der bereits alle Attribute des späteren Ich-Helden trägt und seine Vorbilder in den vielsprachigen Wissenschaftlern, Weltreisenden und Schriftstellern Johann Reinhold Forster und Georg Forster findet. Weitere Entwicklungsschritte folgten in den ersten Hausschatz-Erzählungen wie beispielsweise der Einführung des Kriegsnamens Old Shatterhand bis zur Vollendung des Ich-Helden im Orientzyklus. Bereits einige der frühen Texte deuten ein Abenteuerreiches Leben des Verfassers an und mit der frühen Hausschatz-Erzählung Deadly dust (1880) vollzog May eine Gleichsetzung des Verfassers mit seiner Figur Old Shatterhand. Die Höherentwicklung zum idealen Ich-Helden war demnach auch dadurch provoziert, dass May für die Taten seines Ich-Helden verantwortlich war und dieser somit vor christlicher Moral und öffentlicher Meinung bestehen können musste. Die Gleichsetzung der Ich-Erzähler sowie die Identifikation mit dem Verfasser ist allerdings nicht unumstritten.

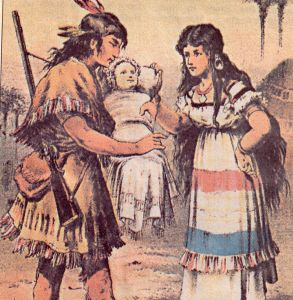
Erste Winnetou-Darstellung (1879)

Während der Ich-Held nach fünf Jahren seine Vollendung erfuhr, erreichte Winnetou diese erst nach zwölf Jahren in der Jugenderzählung Der Sohn des Bärenjägers (1887). Bis dahin hatten der Ur-Winnetou und die spätere Figur außer dem Namen und wenigen Charaktermerkmalen nichts gemein. Kandolf fasst den Ur-Winnetou, wie er über die hier behandelten Erzählungen hinaus bis 1883 auftrat, wie folgt zusammen: „In seiner äußeren Erscheinung ist er ein halbnackter, Skalp-behangener, Kriegsfarben-bemalter und mit Häuptlingsfedern geschmückter Wilder, und auch seine Gesittung ist die eines Wilden. Er liebt den Kampf um des Kampfes Willen, er sammelt bis kurz vor seinem Tode Skalpe […] und er brächte es sogar fertig, das Grab eines feindlichen Häuptlings zu schänden und die Gebeine in alle Winde zu zerstreuen. Über seiner Vergangenheit schwebt ein geheimnisvolles Dunkel, und er streift menschenscheu und verschlossen als Eigenbrötler durch die Prärien und das Felsengebirge. Er ist ein Häuptling der Apatschen, aber nie sieht man ihn an der Spitze seiner Stammesgenossen.“ Zudem ist der Ur-Winnetou wesentlich älter, aber auch weniger gebildet als die spätere Figur. Das Freundschaftsverhältnis zum Ich ist recht kühl und es handelt sich mehr um eine Lehrer-Schüler-Beziehung. Von den Entwicklungsstufen hatte Winnetou in den hier behandelten Texten noch nicht die nächstbedeutsamere erreicht, die durch Mays Beschäftigung mit Gabriel Ferrys Roman Der Waldläufer geprägt war und erst mit Deadly dust erreicht wurde.

## Quellennutzung

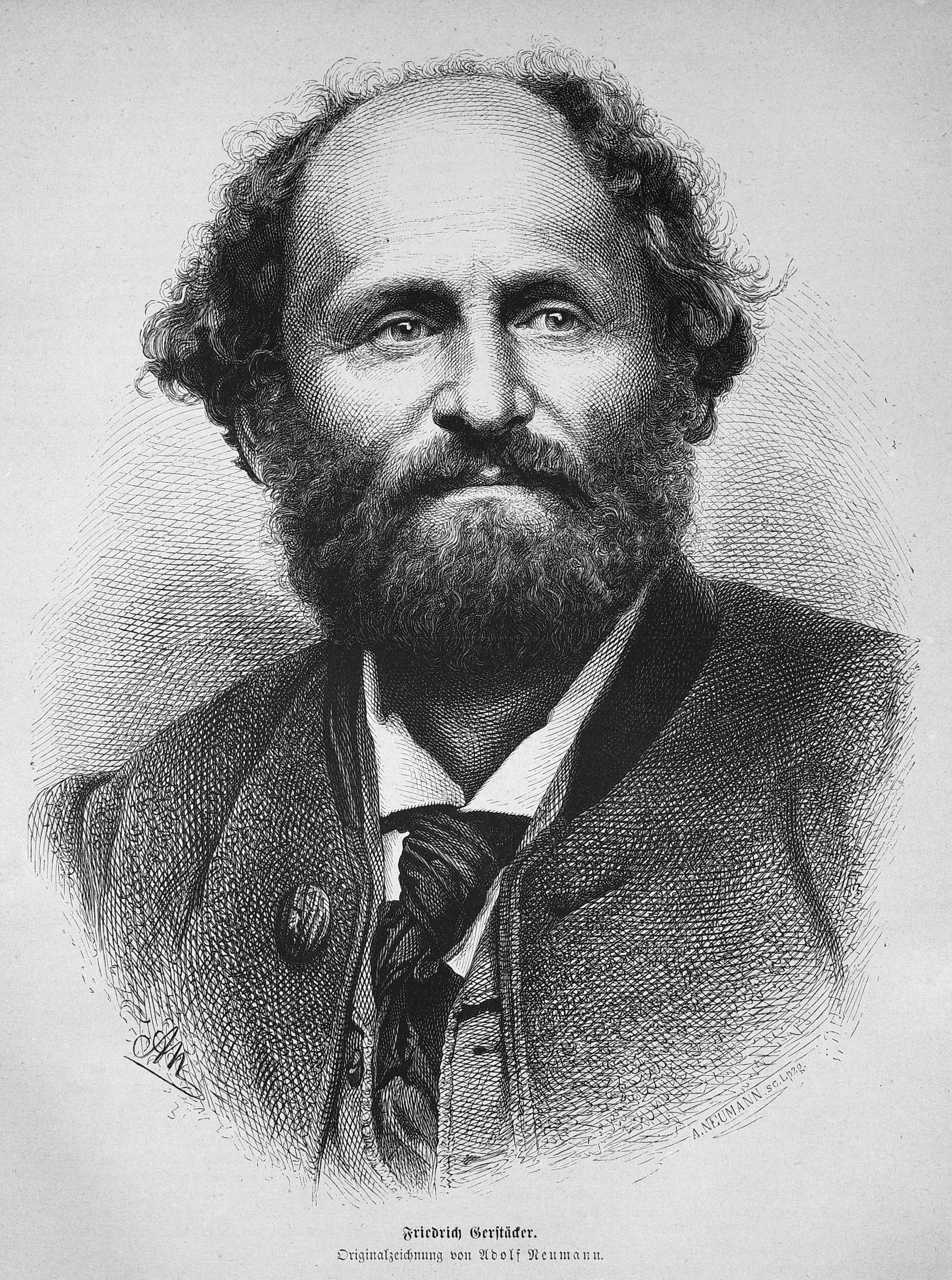
Friedrich Gerstäcker: Quelle für Nordamerika- und Südseeerzählungen

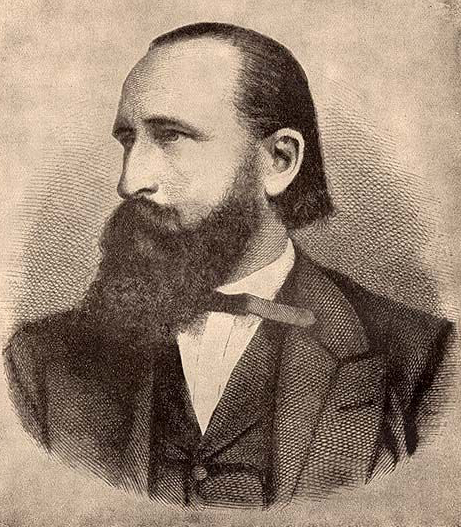
Alfred Brehm: Quelle für die Orienterzählungen